# Boreoscala blainei
Boreoscala blainei is een slakkensoort uit de familie van de Epitoniidae. De wetenschappelijke naam van de soort is, als Epitonium blainei, voor het eerst geldig gepubliceerd in 1953 door Clench & Turner.